# 獣医学研究科
獣医学研究科（じゅういがくけんきゅうか、英称：Graduate School of Veterinary Medicine）は、日本の大学院研究科のうち、獣医学に関する高度な教育・研究を行う機構の1つである。具体的な研究分野については獣医学部も参照。

## 概要
主に、獣医学部の上位に連続した形で設置され、4年制博士課程または博士前期課程（修士課程）および博士後期課程（博士課程）あるいはそれに相当する課程で構成される。学位は、修士課程は修士（獣医学）を、博士課程は博士（獣医学）を修めることができ、他は、それに相当する専攻名称等に応じた学位を修める。
また、複数の国立大学にある獣医学を研究する部門が母体となって構成された連合獣医学研究科も２つある。

## 獣医学研究科を置く大学
- 北海道大学大学院獣医学研究科獣医学専攻
- 岩手大学大学院獣医学研究科共同獣医学専攻
- 酪農学園大学大学院獣医学研究科獣医学専攻
- 麻布大学大学院獣医学研究科獣医学専攻
- 日本大学大学院獣医学研究科獣医学専攻

## 獣医学を専攻できる他の研究科名称
- 東京大学大学院 農学生命科学研究科
- 宮崎大学大学院 医学獣医学総合研究科
- 大阪府立大学大学院 生命環境科学研究科
- 北里大学大学院 獣医学系研究科
- 日本獣医生命科学大学 獣医生命科学研究科